# Dion Basco
Dionysio " Dion " Basco (n. Pittsburg, California; 29 de enero de 1977) es un actor estadounidense de cine y televisión de ascendencia filipina. Sus hermanos son Dante, Darion y Derek Basco también actores.
Se hizo conocer como actor de comedia, en una serie de televisión titulada City Guys, transmitida por NBC.  En esta serie cómica, interpretaba a su personaje principal como  Alberto "Al" Ramos, que le hizo popular entre el público. Basco en 1996 debutó como actor de cine en una película titulada Race the Sun, junto a la actriz Halle Berry. En la película Biker Boyz, actuó junto a su hermano mayor Dante y en la película The Debut, actuó junto con los miembros de su familia como Derek, Darion y Arianna. Recientemente actuó en la serie web titulada Pretty Dudes, junto a Yoshi Sudarso y Beau Sia.